# (227767) Enkibilal
(227767) Enkibilal ist ein Asteroid des inneren Hauptgürtels, der vom französischen Informatiker und Amateurastronomen Jean-Claude Merlin am 20. Oktober 2006 an der Sternwarte in Le Creusot, Département Saône-et-Loire, (IAU-Code 504) entdeckt wurde.
Der Asteroid wurde am 27. Mai 2010 nach dem französischen Comic-Zeichner, Illustrator und Filmregisseur Enki Bilal benannt.